# Дейвід Прінґл
Дейвід Прінґл (народився 1 березня 1950) — шотландський редактор і критик наукової фантастики .  
З 1980 по 1986 рік Дейвід Прінґл працював редактором наукового журналу «Фундація» (англ. «Foundation») колективу, який заснував журнал «Інтерзона» (англ. « Interzone») у 1982 році  До 1988 року він був єдиним видавцем і редактором «Інтерзони», і залишався на цій посаді, поки не продав журнал Енді Коксу в 2004 році. Протягом двох з половиною років, з 1991 по 1993 рік, він також редагував і видавав журнал під назвою "Мільйон: журнал про популярну белетиристику" (англ. «Million: The Magazine About Popular Fiction»)  .
Журнал «Інтерзона» кілька разів номінувався на премію Х'юго за найкраще напівхудожнє видання, перемігши в 1995 році  У 2005 році комітет Волдкону присудив Прінґлу спеціальну нагороду за його роботу над "Інтерзоною".
Прінґл є дослідником Джеймса. Ґ. Балларда . Він написав першу невелику монографію про Балларда, «Земля  - чужинська планета: Чотрирьохвимірний жах Дж. Г.  Балларда» (англ. «Earth is the Alien Planet: J. G. Ballard's Four-Dimensional Nightmare») (Borgo Press, 1979) і уклав його бібліографію «Дж. Ґ.  Баллард: Основна та другорядна бібліографія» (англ. «J.G. Ballard: A Primary and Secondary Bibliography») (GK Hall, 1984). З 1981 по 1996 рік він також видавав інформаційний бюлетень під назвою «Новини з Сонця» (англ. «News From The Sun»), потім JGB News 
У 1988–1991 роках він працював редактором серії «Ґеймз вокшоп», створюючи міжавторські романи та оповідання світової слави, засновані на іграх «Молот війни 40000-го року» («Вогаммер 40000») і «Темне майбутнє» . 
Прінґл написав кілька посібників із наукової фантастики, зокрема «Наукова фантастика: 100 найкращих романів», «Основний посібник із наукової фантастики » та «Сучасне фентезі: 100 найкращих романів ». Його книги менш американсько-орієнтовані, а більше британсько-орієнтовані, ніж багато подібних нехудожніх критичних англомовних книг. Він також відредагував два великі довідники, "Путівник по авторах фентезі Святого Джеймса" (англ. «St James Guide to Fantasy Writers») та "Путівник по авторах жахыв Святого Джеймса" (англ. «St James Guide to Horror, Ghost and Gothic Writers»),  низку антологій та ілюстрованих журнальних книжок про жанрове письмо.